# Danxia Shan

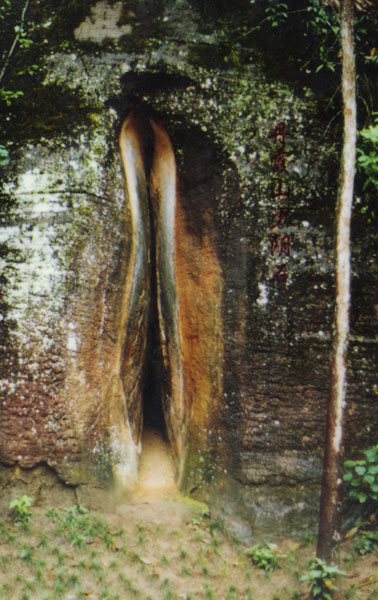
La cavità Yinyuanshi

I Danxia Shan (丹霞山S), o monti Danxia, sono un massiccio montuoso nella parte meridionale della contea di Renhua, a sua volta appartenente alla città-prefettura di Shaoguan, nel nord della provincia cinese del Guangdong.
Il massiccio è formato da arenarie rosse, che, nel corso del tempo, sono state erose dando vita a molte rocce dalla forma insolita. Particolarmente famosi sono il pilastro di roccia Yangyuanshi, che assomiglia a un fallo, e la cavità Yinyuanshi, che assomiglia a una vagina. Altre caratteristiche formazioni rocciose: Breasts Stone, affioramenti rocciosi a forma di seno umano su una scogliera sospesa a 30 metri dal suolo e La Bella Addormentata ('Sleeping Maiden') una catena rocciosa che ricorda una fanciulla addormentata.
La più alta delle tre cime principali è il Baozhu Feng, le altre sono il Changlao e l'Hailuo. Al centro dell'area si trova il lago Xianglong.
La regione dei Danxia Shan figura nell'elenco delle riserve naturali, dei parchi nazionali e dei geoparchi cinesi di proprietà statale, e dal 2004 è anche un geoparco della Global Network of National Geoparks dell'UNESCO.

## Clima
Il Monte Danxia si trova sul lato meridionale dei Monti Nan, e si trova nel margine meridionale subtropicale, che è il clima subtropicale umido. 

### Temperatura
La temperatura media annuale del Monte Danxia è di 19,7 °C, la temperatura minima estrema è di -5,4 °C, la temperatura massima estrema è di 40,9 °C  e la media giornaliera mensile massima è di 18,8 °C. Il mese più caldo è luglio, che ha una temperatura media di 28,3 °C, e il mese più freddo ha una temperatura media di 9,5 °C. La temperatura media in autunno è più alta di quella primaverile. 

### Sole
L'ora di sole totale annua sul monte Danxia è di 1.721 ore all'anno, la radiazione solare è di 107 kcal/cm2  e le ore di sole medie sono di 4,7 ore al giorno. Più sole da luglio a settembre, meno da febbraio ad aprile. 

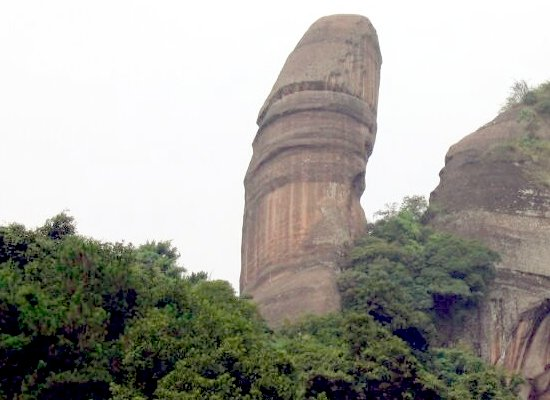
Il pilastro di roccia Yangyuanshi

## Risorse naturali

### Flora
La flora del monte Danxia è composta principalmente dalla flora tropicale e subtropicale, ma manca del tipico genere tropicale e la quantità di muschio è relativamente grande. La morfologia di DanXia ha effetti significativi sulla crescita delle piante. Poiché il monte di DanXia ha molte valli profonde, scanalature, l'ambiente di Danxia è l'umidità, che favorisce la crescita del muschio.  Inoltre, il paesaggio speciale e il clima umido dei monsoni permettono la crescita di foreste di latifoglie sempreverdi, piante endemiche, specie in via di estinzione e nuove come Danxia Viola, Danxia orchidea, Danxia Firmiana e Danxia Chiritopsis.

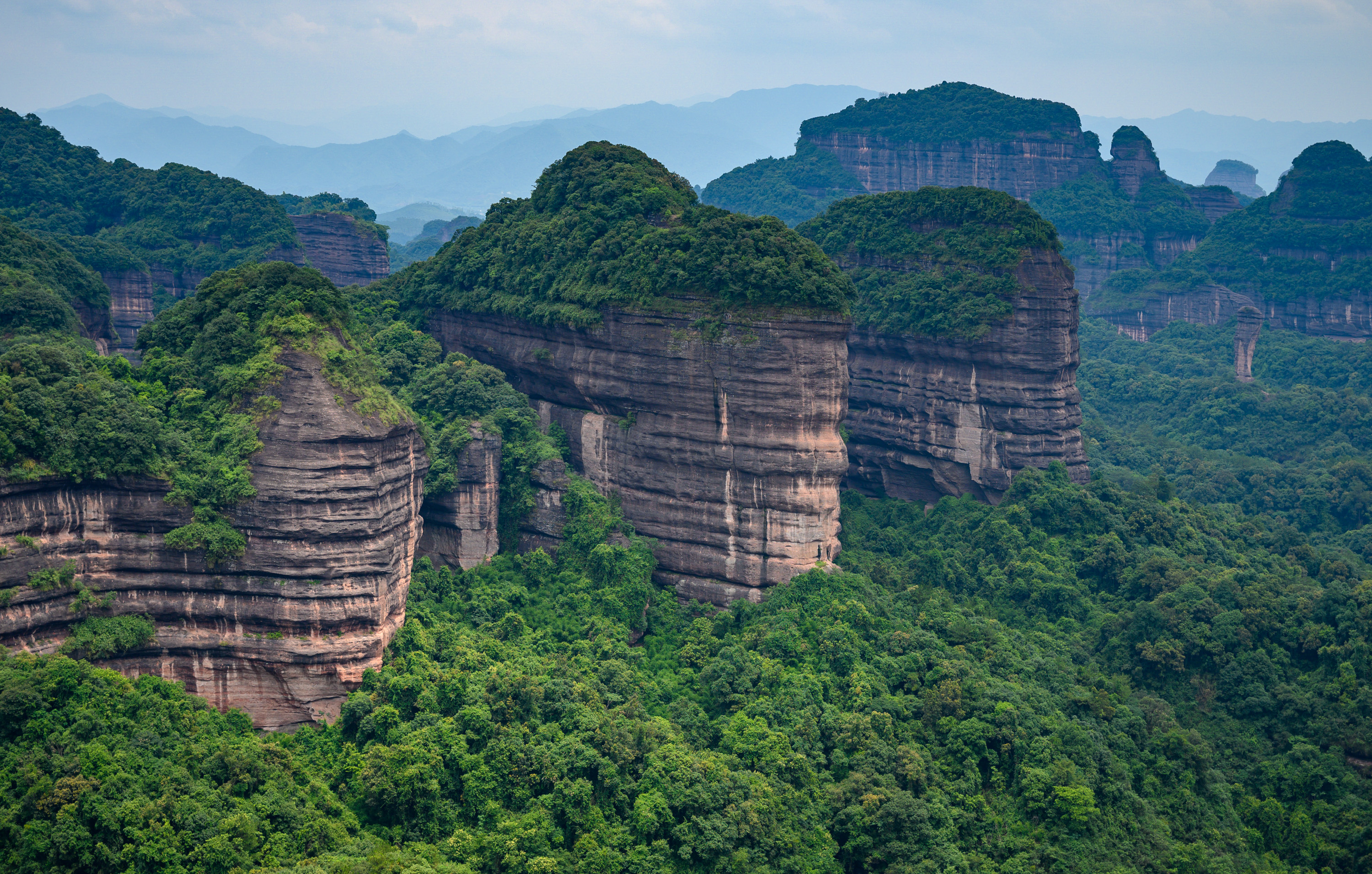
Scogliere a Danxia Range

### Fauna
Vari animali selvatici esistono nel monte Danxia, tra cui 88 specie di mammiferi, 288 specie di uccelli, 86 specie di rettili, 37 specie (o sottospecie) di anfibi, 100 specie o sottospecie di pesci e 1023 specie di insetti. Inoltre, ci sono 59 specie di animali, nel monte Danxia, inserite nella "Lista Rossa delle Specie Cinesi"; 73 specie di animali iscritte nella Lista Rossa IUCN; 66 specie iscritte alla CITES.

## Patrimonio antico
Ai margini del bacino sud-occidentale di Danxia, è stato trovato un cranio crepato e le prove dimostrano che si tratta del cranio di un uomo Maba, che ha circa 30.000 anni.